# Ciemiernik serbski
Ciemiernik serbski (Helleborus serbicus Adamović) – gatunek byliny należący do rodziny jaskrowatych (Ranunculaceae Juss.). Opisany z Gór Wschodnioserbskich. W innym ujęciu systematycznym opisany w randze podgatunku: H. multifidus subsp. serbicus (Adamović) Merxm. & Podl..

## Charakterystyka
Gatunki podobneZbliżony morfologicznie do ciemiernika purpurowego, od którego różni się nieznacznie liczbą słupków, kolorem kwiatów i budową liści.
Roślina trującaPo zjedzeniu powoduje wymioty i działa jako silny środek przeczyszczający.